# Бойко Олександр Леонідович
Олександр Леонідович Бойко (нар. 1965, Одеса, УРСР) — український бізнесмен, засновник і власник компанії «Автомагістраль-Південь», одного з найбільших підрядників державної програми «Велике будівництво». Його діяльність неодноразово ставала об’єктом журналістських розслідувань, пов’язаних із корупційними схемами, картельними змовами, рейдерськими захопленнями та зловживанням бюджетними коштами[⇨]. Фігурує у Panama Papers.
Має тісні звʼязки з Юрієм Голиком, координатором «Великого будівництва»[⇨]. Також його пов’язують з колишнім тестем російського олігарха Романа Абрамовича[⇨].

## Життєпис
Народився у 1965 році в Одесі. Закінчив Одеський державний аграрний університет. Перші доходи почав отримувати на початку 1990-х років, займаючись вантажоперевезеннями та будівництвом. У 1996 році заснував акціонерне товариство закритого типу «Асторія», яке наразі ліквідоване. 
До кінця 2000-х років бізнес-структури Бойка зосередилися на дорожніх роботах. У 2005 році було зареєстровано ТОВ «Шляховик-97», а наступного року — ТОВ «Автомагістраль-Південь». Група Бойка змогла значно розширити свій бізнес завдяки великому проєкту з будівництва інфраструктури для Євро-2012. 
За часів президентства Володимира Зеленського «Автомагістраль-Південь» стала провідним приватним підрядником у державній програмі «Велике будівництво». Компанія «Автомагістраль-Південь» реалізує близько 22,5% загальноукраїнського обсягу будівельних проєктів, що робить її однією з системоутворюючих компаній у галузі дорожнього будівництва України.
У березні 2021 року Антимонопольний комітет України дозволив Бойку зосередити понад 50% акцій «Автомагістраль-Південь». Ця фірма також є співзасновником Національної асоціації дорожників України, а сам Бойко обіймає посаду віце-президента асоціації.

### Політика
За даними руху «Чесно», у 2006 році Олександр Бойко балотувався до Верховної Ради V скликання від виборчого блоку політичних партій «ЗА СОЮЗ», проте не був обраний.

### Зв’язки з Юрієм Голиком
Олександр Бойко, власник компанії «Автомагістраль-Південь», тісно пов'язаний з Юрієм Голиком, координатором програми «Велике будівництво» і колишнім радником голови Дніпропетровської обласної державної адміністрації. За інформацією видання Forbes, за координацію дій ТОВ «Автомагістраль-Південь» як підрядника із владою відповідав Юрій Голик. Із Олександром Бойком він імовірно познайомився ще у 2015 році, коли працював радником голови Дніпропетровської ОДА Валентина Резніченка. За словами Голика, «Автомагістраль-Південь» — буцімто «одна з небагатьох дорожніх компаній, що намагаються будувати якісно». Згідно з розслідуваннями, Голик впливав на розподіл державних підрядів у рамках програми, що могло сприяти отриманню «Автомагістраль-Південь» великих контрактів без достатньої конкуренції. Журналісти зазначають, що Голик надав «Автомагістраль-Південь» «зелене світло» в Дніпропетровській області, що забезпечило компанії привілейоване становище під час отримання державних замовлень. 

## Корупційні скандали та журналістські розслідування
Діяльність Олександра Бойка та його компаній неодноразово ставала об’єктом журналістських розслідувань. Зокрема, у квітні 2021 року журналісти програми «Схеми: корупція в деталях» зафіксували Бойка у столичному ресторані «Адріатик» під час локдауну та у товаристві голови комітету Верховної Ради з питань бюджету, представника провладної фракції «Слуга народу» Юрія Арістова, що викликало підозри щодо можливого лобіювання інтересів компанії «Автомагістраль-Південь». 
За даними «Наших грошей», «Автомагістраль-Південь» є одним із флагманів так званого «дорожнього картелю», до якого також входять компанії «Ростдорстрой», «Онур конструкціон інтернешнл», «Техно буд центр» і «Шляхове будівництво “Альтком”». Разом ці компанії контролюють близько 65-80% ринку будівництва автострад і пов’язаних з цим інфраструктурних об’єктів. У грошовому вимірі — це десятки мільярдів гривень на рік.  
У 2020 році журналісти виявили, що «Автомагістраль-Південь» та інші компанії, об’єднані у Національну асоціацію дорожників України (НАДУ), виграли понад 75% тендерів, оголошених «Укравтодором»за новими правилами. Ці правила були пролобійовані керівником «Укравтодору» Олександром Кубраковим і його колишнім радником Юрієм Голиком. 
У вересні 2022 року компанію «Автомагістраль-Південь» звинуватили у спробі рейдерського захоплення будівельного об’єкта у Гостомелі Київської області. Компанія без будь-якої дозвільної документації розпочала проведення будівельних робіт на земельній ділянці, яка знаходиться у використанні іншого підприємства — ТОВ «Вітрувія». Ці роботи виконувалися нібито в інтересах місцевої адміністрації Гостомеля для розміщення модульного містечка.
У 2024 році правоохоронці розслідували близько 30 кримінальних справ, пов’язаних з можливими розкраданнями коштів, призначених для будівництва фортифікаційних споруд, загальна сума збитків становила 20,1 мільярда гривень. Компанія «Автомагістраль-Південь» фігурувала серед підрядників, які отримували кошти на ці роботи. 

### Зв’язки з тестем російського олігарха Романа Абрамовича
За повідомленнями ЗМІ, Олександр Бойко пов’язаний бізнес-інтересами з Олександром Жуковим — колишнім тестем російського олігарха Романа Абрамовича. Жукова називають тіньовим «куратором» міського голови Одеси Геннадія Труханова, а також справжнім контролером компанії «Автомагістраль-Південь», якою володіє Бойко.

### Скандал навколо будівництва водогону для Кривого Рогу
У 2025 році компанія Олександра Бойка «Автомагістраль-Південь» опинилася у центрі скандалу, пов’язаного з будівництвом магістрального водогону «Інгулець — Південне водосховище» для водопостачання Кривого Рогу. Контракт було укладено без проведення відкритого тендеру. Загальна вартість проєкту склала близько 7,7 млрд гривень, з яких, за даними журналістського розслідування «РБК-Україна», понад 3 млрд гривень могли бути переплатами через надлишкові технічні рішення, завищені витрати на будівництво та логістику. Зокрема, експерти вказували на будівництво зайвої насосної станції, надмірну кількість трубопроводів і неефективну організацію постачання матеріалів. У ЗМІ також зазначалося, що проєкт курувався Юрієм Голиком — колишнім радником голови Дніпропетровської ОДА та одним з координаторів програми «Велике будівництво». Національна поліція України відкрила кримінальне провадження за фактами можливих зловживань та відмивання коштів.